# You Don't Bring Me Flowers
You Don't Bring Me Flowers è il dodicesimo album discografico in studio del cantante statunitense Neil Diamond, pubblicato nel 1978.

## Tracce
Lato 1
Testi e musiche di Neil Diamond, eccetto dove indicato.
1. American Popular Song – 5:16 (Tom Hensley)
2. Forever in Blue Jeans – 3:39 (Richard Bennett, Neil Diamond)
3. Remember Me – 5:03 (Neil Diamond)
4. You've Got Your Troubles – 3:53 (Roger Cook,  Roger Greenaway)
5. You Don't Bring Me Flowers (duetto con Barbra Streisand) – 3:17 (Alan Bergman, Marilyn Bergman, Neil Diamond)

Lato 2
Testi e musiche di Neil Diamond, eccetto dove indicato.
1. The Dancing Bumble Bee/Bumble Boogie – 4:54 (Neil Diamond, Jack Fina)
2. Mothers and Daughters, Fathers and Sons – 4:11 (Bob Gaudio, Judy Parker)
3. Memphis Flyer – 3:11 (Neil Diamond)
4. Say Maybe – 4:07 (Neil Diamond)
5. Diamond Girls – 3:36 (Neil Diamond)

## Formazione
- Neil Diamond - voce, chitarra
- Richard Bennett (musicista) - chitarra acustica, chitarra elettrica
- Dennis St. John - batteria
- Reinie Press - basso
- Doug Rhone - chitarra, cori
- King Erisson - percussioni
- Tom Hensley - tastiera, pianoforte
- Alan Lindgren - pianoforte, sintetizzatore
- Linda Press, Julia Waters, Maxine Waters, Tom Bahler, Ron Hicklin, Jon Joyce, Gene Morford, H.L. Voelker - cori

Note aggiuntive
- Bob Gaudio - produzione

## Classifiche
- Billboard 200 - #4[1]